# Henry Mellus
Henry Mellus (* 24. August 1816 bei Boston, Massachusetts; † 26. Dezember 1860 im Los Angeles County, Kalifornien) war ein US-amerikanischer Politiker. Zwischen Mai und Dezember 1860 war er Bürgermeister der Stadt Los Angeles.

## Werdegang
Im Jahr 1835 kam Henry Mellus per Schiff erstmals in das damals noch mexikanische Kalifornien. Nach einer zwischenzeitlichen Rückkehr nach Boston ließ er sich ab 1839 dauerhaft dort nieder. Dabei lebte er zunächst in San Francisco, wo er ein erfolgreicher Händler war. Mit einem Partner gründete er 1845 die Firma Mellus & Howard. Ein Jahr später erwarb er die dortigen vormals von der Hudson’s Bay Company genutzten Liegenschaften. Ebenfalls im Jahr 1846 zog er nach seiner Heirat nach Los Angeles, wo er weiterhin im Handel arbeitete. Nachdem Kalifornien in Folge des Mexikanisch-Amerikanischen Krieges an die USA gefallen und 1850 ein Bundesstaat der Vereinigten Staaten geworden war, engagierte sich Mellus auch in der Politik. Dabei trat er der Demokratischen Partei bei.
Im Jahr 1860 wurde Henry Mellus zum Bürgermeister von Los Angeles gewählt. Dieses Amt bekleidete er zwischen dem 9. Mai 1860 und seinem Tod am 26. Dezember desselben Jahres. Die Stadt hatte damals 4399 Einwohner. Im Oktober 1860 wurden die ersten Telegrafenverbindungen nach San Francisco und in den Osten der Vereinigten Staaten fertiggestellt und in Betrieb genommen. Nach dem Tod von Mellus wurde William Woodworth kommissarischer Bürgermeister, ehe dann sein Vorgänger Damien Marchesseault erneut zum Bürgermeister Angeles gewählt wurde.